# Chaimae Taibi
Pour les articles homonymes, voir Taibi.
Chaimae Taibi, née le 13 août 2001, est une judokate et samboïste marocaine.

## Carrière
Chaimae Taibi remporte la médaille de bronze du tournoi de judo dans la catégorie des moins de 63 kg aux Jeux africains de la jeunesse de 2018 à Alger.
Elle est médaillée d'or dans la catégorie des moins de 65 kg ainsi que dans la catégorie des moins de 72 kg en sambo de plage aux Championnats d'Afrique de sambo 2023 à Casablanca,.
Elle remporte la médaille de bronze du tournoi de judo dans la catégorie des moins de 63 kg aux Jeux de la Francophonie de 2023 à Kinshasa ainsi qu'aux championnats d'Afrique de judo 2024 au Caire.
Elle est médaillée d'argent dans la catégorie des moins de 63 kg aux Championnats d'Afrique 2025 à Abidjan, s'inclinant en finale contre la Sud-Africaine Jasmine Martin.